# Aurora (dagstidning)
Aurora, fram till december 1927 Ystads-Bladet Aurora, var en socialdemokratisk dagstidning som utgavs i Ystad. Den grundades den 5 augusti 1899 och lades ned den 31 december 1957. Tidningens fullständiga titel var Ystadbladet Aurora / Organ för Ystad med omnejd till den 30 november 1923, sedan Ystadbladet Aurora. Från 1952 var det bara Aurora.
Tidningen hade två editioner Aurora, Simrishamnsbladet från 1 januari 1952 till 31 december 1953, och Aurora, Tomelillabladet under samma tid. Båda editionerna saknas i Kungliga Biblioteket.

## Historik
Auroras första nummer kom ut den 5 augusti 1899. Det var sedan en veckotidning publicerad på lördagar. Tidningen beskrev sig själv som lutande åt vänster. 1900-1902 publicerades den två gånger i veckan. 1902 till 1907 tre gånger i veckan. Från oktober 1907 blev det sexdagarstidning fram till nedläggningen. Aurora, döpt efter morgonrodnadens gudinna (för att bringa ljus i ett politiskt mörker). Tidningen företrädde arbetarrörelsen. I Ystad fanns två tidningar till: Ystadposten (höger) och Ystad Allahanda (liberal). Tidningen trycktes i början på Ystadposten. Hos Ystadposten blev emellertid Aurora inte långlivad. År 1900 startade man eget i hyrd lokal i samma gata. En gasdriven tryckpress från Hamburg för en kostnad av 19.500 kronor installerades. När tidningen kom två gånger i veckan kostade den tre kronor i halvåret och fem öre per lösnummer. Aurora blev daglig 1907 och omvandlades till eftermiddagstidning 1910.
I en jubileumsskrift som kom ut 50 år efter det första numret av tidningen finns protokoll som berättar en del om hur det gick till att skapa den socialdemokratiska tidningen i Ystad. Hur länge man hade diskuterat tidningsprojektet framgår inte. Det första protokollet är daterat 25 juni 1899. Fjorton personer hade kallats till mötet av ”hr Thorsson, Pihlman, Hedman m.fl.” Det var skomakaren och agitatorn Thorsson som ledde mötet. Han var också förste talare, där efter kom Johan Pihlman. Pihlman blev sedan tidningens redaktör åren 1900 till 1914. Han sa bland annat att han ”var lifligt övertygad om, att en tidning på bred basis som fri yttranderätt i alla frågor ovillkorligen skulle bära sig och sålunda ingen stå risken af någon pekuniär förlust”. Pihlman föreslog att de som var intresserade av att starta tidningen skulle teckna sig för 25 kronor per man. Flera trodde att projektet hade chans att bli en framgång och att denna inte behövde gå ut över tidningen Arbetet i Malmö, som socialdemokraterna i Ystad vanligen hade, eftersom prenumerationsavgiften skulle bli så låg. En av drivkrafterna för arbetarrörelsen i Ystad att starta en egen tidning var att föreningarna i Ystad alltid fått stödja Arbetet ekonomiskt (Kampår, s. 60). Det var tydligen Pihlman som föreslog Aurora som namn på bladet efter fransk förebild. Namnförslaget väckte en viss förvåning hos Thorsson som lär ha sagt ”Aurora? Det var ett konstigt namn....
Nästa möte hölls den 4 juli. Då kom 14 personer. Johan Mårtensson, en av medlemmarna i kommittén, hade varit i kontakt med Ystads-Posten för att höra om den nya tidningen kunde tryckas där. Det gick bra. En femspaltig fyrsidig tidning skulle kosta 55 kronor för 500 exemplar, 62 kronor för 750 och 70 kronor för 1 000 exemplar. Ystads-Posten ville ha betalt varje måndag. Nu beslöt man att skrida till verket. Tidningen skulle startas. Lösnummerpriset skulle bli 10 öre. En Anders Jönsson åtog sig att bli ansvarig utgivare.

### Redaktör Johan Pihlman
Redaktionen leddes av Johan Pihlman från februari 1900 till 1914. Han hade tidigare arbetat på Ystads Allehanda. Han lämnade Aurora 1914 i vredesmod. Johan Pihlman var född i Ystad den 15 november 1869 och dog 20 oktober 1931 i Ystad. Hans signaturer var flera bland andra: Mite Dina; Flor Viola; Prick; Ugud Ugudson, med flera. Pihlmans lön var 25 kronor i veckan. Utrikesnyheterna köpte tidningen från Arbetet, tre spalter i veckan för 5 kr. Redaktör Pihlman föreslog att tidningen skulle komma ut tre gånger per vecka i stället för två. Redaktör Johan Pihlman var en kontroversiell tidningsman. Nykteristen FV Thorsson stod för skötsamheten och i honom fick Pihlman en mäktig fiende. Pihlman tillhörde partiets anarkistfalang. År 1901 fick Pihlman fängelse för hädelsebrott. Straffet satt han av på kronohäktet Hvita Briggen i Ystad. Böterna var 2 000 kronor som tidningen betalade. Betalningen påverkade tidningsbolagets vinst som var 3 682 kronor innan böterna hade betalats. Pihlman var begiven på spritdrycker och misskötte ibland arbetet och konflikten med Thorson orsakade att han bröt med tidningen.

### Redaktör Elias Nilsson
Hans Dejne var redaktör någon månad, men kort efteråt 1914 blev Elias Nilsson redaktör. Elias Nilsson blev som Pihlman legendarisk men av andra skäl. Han engagerade sig i Ystads utveckling. Det var han som grundade Ystads konstmuseum, stadens kulturoas. Han arbetade för utställningen Fritiden. Lena Eskilsson har i Historisk Tidskrift nr 1 2000: skrivit att ”Denna mycket uppmärksammade exposition utgjorde kulmen på en politisk kamp som handlade om reglerad arbetstid och därmed fritid. Men utställningen var framför allt ett viktigt inlägg om ledighetens innehåll”. Nilsson var tidningens redaktör fram till år 1939, och dog 1943.

### Nedläggning
Journalisten (och friidrottaren) Sigurd "Tehå" Thomassons namn är också i högsta grad levande för Ystadsborna. Tehå fick arbete på Aftonbladet och reste från Ystad. Någon dag var han åter i Ystad. Han trivdes inte. Stockholm var inte alls som Ystad. Thomasson arbetade på Aurora till nedläggningen 1957. Tidningsföretaget Aurora förvärvade fastigheten vid Stora Östergatan 1918 efter att i 14 år funnits på Trädgårdsgatan. På Stora Östergatan nedlades Aurora nyårsnatten 1957 efter att i 58 år verkat för en socialdemokratisk politik. Samma dag lades Länsdemokraten i Kristianstad ner. En stor del av tidningarnas cirka 8000 prenumeranter valde att prenumerera på Arbetet.

### Efterspel
Efter nedläggningen har Ystads arbetarkommun givit ut ett SAP-informationsblad med samma namn sedan 1984. Det distribueras gratis till alla hushåll i Ystad. "Aurora är en dagstidning som Ystads Arbetarekommun startade 1899. De senaste åren har Aurora gått över till att i stället ges ut 4 ggr per år. Dels i tryck till alla invånare i Ystad, och dels i digital version." skriver SAP i Ystad.

## Redaktion
Redaktionen var i Ystad hela tiden. Politisk tendensen för tidningen var vänster, enligt tidningen den 30 december 1899 Luta åt det håll som kallas vänster. SVAT skattar den som radikal 1911 och sedan från 1912 socialdemokratisk och dessutom nykterhetsvänlig och religiös enligt USTT 1933.
| Period                 | Ansvarig utgivare         | Period                                            | Redaktör                                                  |
| 1899-07-10--1900-01-18 | Jönsson, Anders arbetaren | 1899-08-05--1900-01-20                            | uppgift saknas                                            |
| 1900-01-19--1901-10-11 | Pihlman, Johan typografen | 1900-01-24--1912-06-29                            | Pihlman, Johan                                            |
| 1901-10-12--1927-11-02 | Roos, August skräddaren   | 1912-06-30--1916-06-22                            | uppgift saknas (Hans Dejne ?)                             |
| 1927-11-03--1943-10-13 | Nilsson, Elias            | 1919-10-04--1943-10-13 (troligen redan från 1914) | Elias Nilsson dör 1943-10-13. Runa i tidningen samma dag. |
| 1943-10-14--1943-11-25 | ingen uppgift             | 1943-10-14--1955-10-18                            | Törnqvist. Ludvig                                         |
| 1943-11-26--1955-10-18 | Törnqvist, Ludvig         | 1955-10-19--1957-06-30                            | uppgift saknas                                            |
| 1955-10-19--1957-06-29 | Erixsson, Per-Ivan        | 1957-07-01--1957-10-31                            | Hellgren, Henry redaktionssekreterare                     |
| 1957-07-01--1957-10-31 | Hellgren, Henry           | 1957-11-01--1957-12-31                            | uppgift saknas                                            |
| 1957-11-01--1957-12-31 | Andersson, Karl           | 1957-11-01--1957-12-31                            | uppgift saknas                                            |

Utgivningsfrekvens för tidningen var 1899 endast lördagar från 1900 till 4 oktober 1902 onsdag och lördag varefter tidningen blev tredagars till 28 september 1907. Från den 1 oktober 1907 kom tidningen sex dagar i veckan, med utgivning söndag istället för måndag 1910 till 1917 annars måndag till lördag. Tidningen kom på morgonen.

## Tryckning
Förlaget hette tryckeriaktiebolaget Aurora med säte i Ystad hela utgivningen. Tidning trycktes bar i en färg svart hela utgivningstiden. Typsnitt var antikva. Satsytan var stor det mesta av tiden dock från 1924 lite mindre med formatet 49,5-51 x 34,5-35,5 cm. Sidantalet i tidningen var till 1923 fyra sidor och blev aldrig mer än 12 sidor året 1945. För det mesta hade tidningen 8-10 sidor från 1923. Prenumerationspriset var 3 kr 60 öre 1900 och efter första världskriget 1921 17,50 kr men sjönk sedan och nådde åter 17kr först 1940. Vid nedläggningen kostade en prenumeration 42 kronor. Upplagan var 2000 exemplar 1903 och ökade till 6350 exemplar 1932 men sjönk sedan tillbaka och låg under 1950-talet lite under 5000 exemplar.
| Period                 | Tryckeri                              | Ort   |
| 1899-08-05--1899-12-30 | Ystads tryckeri-aktiebolag            | Ystad |
| 1900-01-03--1957-12-31 | Tryckeriaktiebolaget Auroras tryckeri | Ystad |